# Chibi (chanteuse)
Pour les articles homonymes, voir Chibi.
Chibi est la chanteuse du groupe de rock électronique canadien The Birthday Massacre. Elle est née le 26 avril 1977. Elle a sorti 7 albums avec son groupe.

## Participations (hors The Birthday Massacre)
- Chants sur :
- The Knight Murders de Vanity Beach
- Never Wanted to Dance: The Birthday Massacre Pansy Mix de Mindless Self Indulgence
- Last Daze (Funland mix) de Left Spine Down sur l'album Voltage 2.3: Remixed and Revisited
- Mouth to Mouth  de Kill Hannah sur l'album Wake Up The Sleepers
- All For You de Dean Garcia (du groupe Curve) sur l'album Das Haus